# St. James Infirmary
St. James Infirmary, o St. James Infirmary Blues,  è una canzone americana di origini incerte, resa famosa nel 1928 da Louis Armstrong.

## Storia
L'origine della canzone sembra affondare le sue radici nella Londra del XVIII secolo, con il nome di  The Unfortunate Rake, dove il testo narra della sorte di un soldato dissoluto che ha finito per contrarre la sifilide, che lo condurrà alla morte:

“Had she but told me before she disordered me

Had she but told me of it in time

I might have got pills and salts of white mercury

But now I’m cut down in the height of my prime.” 
Nel 1925 fu commercializzata la partitura con il titolo di Gambler's Blues (che successivamente diventerà nota come St. James Infirmary), con il testo scritto da Carl Moore e la musica da Phil Baxter.
Fu registrata per la prima volta nel 1927 da Fess Williams con la sua orchestra Royal Flush secondo gli arrangiamenti di Moore e Baxter, ma la versione di definitivo successo fu quella di Louis Armstrong, che  nel 1928  per primo la incise con il titolo St. James Infirmary.
Successive registrazioni recano il nome del compositore Joe Primrose, pseudonimo di Irving Mills.
Louis Armstrong incise St. James Infirmary il 12 dicembre del 1928 a Chicago.
La canzone fu poi registrata molte volte con le diverse interpretazioni di vari musicisti jazz, blues e pop, come: King Oliver (1930), Duke Ellington (1930), Cab Calloway (1931) inserita nel cartone animato Biancaneve con Betty Boop (1933), Jack Teagarden (1940, e molte altre registrazioni con Louis Armstrong), Django Reinhardt (1950), Bill Coleman (1952), ma anche molti musicisti pop hanno lasciato la loro interpretazione di St. James Infirmary, come i Doors (1970; nei concerti, nell'interludio Fever - insieme a St. James Infirmary - dentro Light My Fire), Joe Cocker (1972), Van Morrison (2003); Eric Clapton e Dr. John.

### Il testo
Armstrong nel 1928 registrò la canzone con queste parole:
“I went down to St. James Infirmary,

Saw my baby there,

Stretched out on a long white table,

So cold, so sweet, so fair.

Let her go, let her go, God bless her,

Wherever she may be,

She can look this wide world over,

But she'll never find a sweet man like me.

When I die, I want you to dress me in straight-laced shoes

Box-back coat and a Stetson hat

Put a twenty- dollar gold piece on my watch chain,

So the boys will know that I died standin’ pat.”